# Большой Двор (Тихвинский район)
Большой Двор — деревня в Цвылёвском сельском поселении Тихвинского района Ленинградской области.

## История
Усадище Большой Двор упоминается в переписи 1710 года в Воскресенском Лепенском погосте Заонежской половины Обонежской пятины.
Как деревня Большой Двор оно обозначено на карте Новгородского наместничества 1792 года А. М. Вильбрехта.
Затем, деревня Большой Двор упоминается на «Специальной карте западной части России» Ф. Ф. Шуберта 1844 года.

БОЛЬШОЙ ДВОР — деревня Дмитровского общества, прихода Знаменской Градской церкви. Река Сясь.

Крестьянских дворов — 22. Строений — 36, в том числе жилых — 24.

Число жителей по семейным спискам 1879 г.: 57 м. п., 60 ж. п.; по приходским сведениям 1879 г.: 50 м. п., 71 ж. п.

По данным 1891 года владельцем усадьбы Большой Двор являлся крестьянин Василий Дмитриевич Крылов.
В конце XIX — начале XX века деревня относилась к Сугоровской волости 1-го земского участка 1-го стана Тихвинского уезда Новгородской губернии.

БОЛЬШОЙ ДВОР — деревня Дмитровского общества, дворов — 24, жилых домов — 24, число жителей: 79 м. п., 84 ж. п.
 
Занятия жителей — земледелие, лесные заработки. Река Сясь. Часовня. (1910 год)

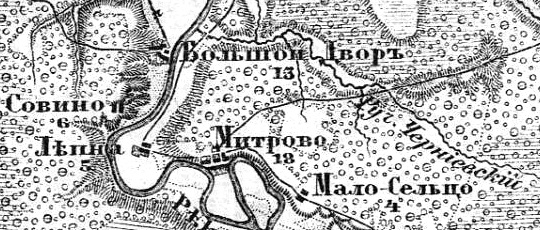
Деревня Большой Двор на карте 1913 года

Согласно карте Петроградской и Новгородской губерний 1913 года деревня Большой Двор насчитывала 13 крестьянских дворов.
С 1917 по 1918 год деревня Большой Двор входила в состав Большедворской волости Тихвинского уезда Новгородской губернии. 
С 1918 года в составе Череповецкой губернии.
С 1924 года в составе Пригородной волости.
С 1927 года в составе Дмитровского сельсовета Тихвинского района.
В 1928 году население деревни Большой Двор составляло 166 человек.
Согласно карте Ленинградской области Северо-западного аэрогеодезического треста ГГУ издания 1932 года деревня насчитывала 15 крестьянских дворов. В деревне находилась часовня:
| Внешние изображения | Внешние изображения                     |
| ------------------- | --------------------------------------- |
|                     | Деревня Большой Двор на карте 1932 года |

По данным 1933 года деревня Большой Двор входила в состав Дмитровского сельсовета.
С 1954 года в составе Кулатинского сельсовета.
В 1958 году население деревни Большой Двор составляло 48 человек.
С 1964 года в составе Липногорского сельсовета.
По данным 1966, 1973 и 1990 годов деревня Большой Двор также входила в состав Липногорского сельсовета.
В 1997 году в деревне Большой Двор Липногорской волости не было постоянного населения, в 2002 году проживали 2 человека (все русские).
В 2007 и 2010 годах в деревне Большой Двор Цвылёвского СП не было постоянного населения.

## География
Деревня расположена в юго-западной части района к западу от автодороги 41К-265 (Овино — Липная Горка).
Расстояние до административного центра поселения — 11 км.
Расстояние до ближайшей железнодорожной станции Цвылёво — 6 км.
Деревня находится на левом берегу реки Сясь.

## Демография
| 1879 | 1910 | 1928 | 1958 | 1997 | 2002 | 2007 |
| ---- | ---- | ---- | ---- | ---- | ---- | ---- |
| 117  | ↗163 | ↗166 | ↘48  | ↘0   | ↗2   | ↘0   |
| 2010 | 2017 |      |      |      |      |      |
| →0   | ↗5   |      |      |      |      |      |

### Национальный состав
Согласно данным Всероссийской переписи населения 2021 года в деревне проживали 7 человек, из них:
 русские — 5, таджики — 2 человека.